# Мутин, Николай Васильевич
Николай Васильевич Мутин (1868—1909) — русский оперный певец и камерный певец (бас-профундо).

## Биография
Родился в 1868 году.
Первоначально работал в канцелярии пермского губернатора. Затем занялся пением, обучался в Московском музыкально-драматическом училище у С. Бижеича и А. Сантагано-Горчаковой, где в числе их учеников был также Леонид Собинов). После этого два года совершенствовался в вокальном искусстве в Милане у Ванни.
С 1897 года Мутин пел в Московской частной опере (театр «Эрмитаж») и в Опере С. Зимина (театр «Аквариум»). Позже выступал в Одессе (1899), Харькове (1901—1902), Петербурге (оперная антреприза У. Гвиди, 1902), Перми и Екатеринбурге (1904).
Николай Васильевич обладал ровным, сильным голосом обширного диапазона; наиболее ярко проявил себя в партиях эпического склада. Являлся первым исполнителем партий Салтана («Сказка о царе Салтане»), Боярина Ивана Шелоги («Боярыня Вера Шелога»), Варяжского гостя («Садко»), Собакина («Царская невеста»), Милона («Ожерелье Мадонны»), Осокина («Потемкинский праздник»); а также Мак-Грегора («Вильям Ратклиф») и Пимена («Борис Годунов») в Москве, Коллена («Богема») в Екатеринбурге. Его партнёрами по сцене были Н. Забела-Врубель, А. Пасхалова, А. Секар-Рожанский, Л. Собинов, В. Страхова, М. Фигнер, Е. Цветкова, Ф. Шаляпин, Н. Шевелев. Пел под управлением В. Зеленого, М. Ипполитова-Иванова, С. Рахманинова, И. Труффи, Л. Штейнберга, Э. Эспозито. В 1900 году Мутин участвовал в концертах Кружка любителей русской музыки, в которых исполнял романсы Ц. Кюи, П. И. Чайковского и С. Рахманинова. В этом же году он исполнил в Киеве сольную партию в 9-й симфонии Л. Бетховена.
Постепенно Мутин стал терять голос и после неудачных гастролей в Перми навсегда оставил сцену и попытался заняться педагогической деятельностью. Однако, окончательно потеряв голос, покончил с собой 14 января (27 января по новому стилю) 1909 года в Москве.